# Leupolz (Wangen im Allgäu)

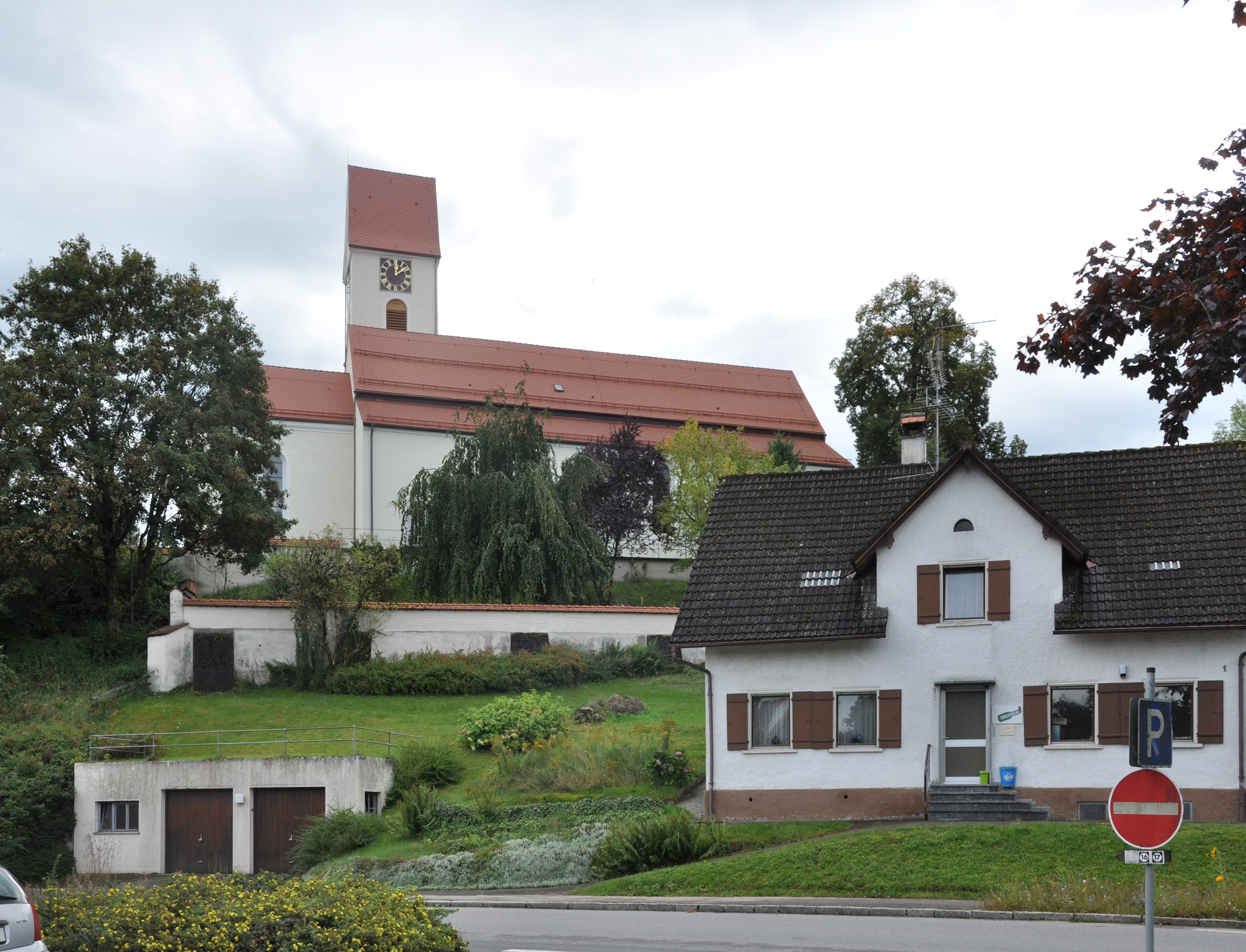
Pfarrkirche St. Laurentius

Leupolz einer von sechs Teilorten der Großen Kreisstadt Wangen im Allgäu im Landkreis Ravensburg in Baden-Württemberg. Der Ort liegt etwa sechs Kilometer nördlich des Hauptortes Wangen.

## Geschichte
Leupolz wurde 1229 als Lvpoltes erstmals erwähnt, doch gab es bereits im 8./9. Jahrhundert Herren von Lupoltes als Ministerialen des Klosters St. Gallen. 1411 wurde die Herrschaft Leupolz mit der Herrschaft Praßberg vereinigt. Die Nachfahren der Herren von Leupolz bzw. Praßberg verkauften das Gebiet 1721 an die Freiherren von Westernach, die es 1749 an die Truchsessen von Waldburg veräußerten. Seither gehörte das Gebiet zur Vogtei Kißlegg. Die Hohe Gerichtsbarkeit lag bei der Landvogtei Schwaben. 1806 kam das Gebiet an Württemberg. Es bestanden zunächst zwei Gemeinden, Leupolz und Praßberg, die 1819 zur Gemeinde Praßberg vereinigt wurden, bevor diese 1883 in Leupolz umbenannt wurde. Beide Siedlungen gehörten mit ihrem Umland zum Oberamt Wangen. Leupolz wurde am 1. Juni 1973 im Rahmen der Gemeindereform in Baden-Württemberg in die Stadt Wangen im Allgäu eingegliedert. Bei der Eingemeindung wurden die Wohnplätze Bayums, Becken, Bertlings, Bietenweiler, Hub, Reute, Ried und Siggen nach Kißlegg umgemeindet. 
Die Burg Leupolz, das frühere Wahrzeichen von Leupolz ist seit dem 17. Jahrhundert eine Ruine.

## Persönlichkeiten
- Agnellus Schneider (1913–2007), Salvatorianerpater, Schriftsteller und engagierter Ökologe, wurde in Leupolz geboren.